# Emersonella
Emersonella is een geslacht van vliesvleugeligen uit de familie Eulophidae. De wetenschappelijke naam van dit geslacht is voor het eerst geldig gepubliceerd in 1916 door Girault.

## Soorten
Het geslacht Emersonella omvat de volgende soorten:
- Emersonella acidota Hansson, 2002
- Emersonella acuminata Hansson, 2002
- Emersonella aequalis Hansson, 2002
- Emersonella albicoxa Hansson, 2002
- Emersonella ampliocula Hansson, 2002
- Emersonella angusticollum Hansson, 2002
- Emersonella angustifrons Hansson, 2002
- Emersonella azofeifai Hansson, 2002
- Emersonella bennetti Hansson, 2002
- Emersonella brevinervis Hansson, 2002
- Emersonella carballoi Hansson, 2002
- Emersonella cuignetae Hansson, 2002
- Emersonella curculivora Hansson & Nishida, 2004
- Emersonella deplanata Hansson, 2002
- Emersonella desantisi Hansson, 2002
- Emersonella dichroa Hansson, 2002
- Emersonella dispilota Hansson, 2002
- Emersonella dolichogaster Hansson, 2002
- Emersonella eora Hansson, 2002
- Emersonella fuscipennis Girault, 1920
- Emersonella genaora Hansson, 2002
- Emersonella hastata Hansson, 2002
- Emersonella horismenoides Hansson, 2002
- Emersonella janzeni Hansson, 2002
- Emersonella jimenezi Hansson, 2002
- Emersonella lampros Hansson, 2002
- Emersonella lecitophaga De Santis, 1983
- Emersonella lemae Girault, 1916
- Emersonella mediocarinata Hansson, 2002
- Emersonella mediofasciata Hansson, 2002
- Emersonella metallica Hansson, 2002
- Emersonella mucronata Hansson, 2002
- Emersonella nigricans De Santis, 1983
- Emersonella niveipes Girault, 1917
- Emersonella noyesi Hansson, 2002
- Emersonella obscuricrus Hansson, 2002
- Emersonella ooecia De Santis, 1983
- Emersonella pallidigaster Hansson, 2002
- Emersonella palmae Boucek, 1977
- Emersonella parva Hansson, 2002
- Emersonella petiolata Hansson, 2002
- Emersonella planiceps Hansson, 2002
- Emersonella planiscuta Hansson, 2002
- Emersonella pubipennis Hansson, 2002
- Emersonella reticulata Hansson, 2002
- Emersonella rotunda (Ashmead, 1894)
- Emersonella rubii Hansson, 2002
- Emersonella saturata De Santis, 1983
- Emersonella setifer Hansson, 2002
- Emersonella tanigaster Hansson, 2002
- Emersonella tapantibius Hansson, 2002
- Emersonella terebrata Hansson, 2002
- Emersonella transversa Hansson, 2002
- Emersonella umanai Hansson, 2002
- Emersonella varicolor Hansson, 2002
- Emersonella windsori Hansson, 2002
- Emersonella zurquensis Hansson, 2002